# 真岡支廳
真岡支廳（日语：〔〕／ Maoka shichō */?），為日本過去治理樺太時所設置的樺太廳下的支廳，管轄樺太地方的西南部。支廳所在地位於真岡町。因被蘇聯佔領，於1949年6月1日於廢除樺太廳時同時廢除。

## 历史
- 1907年3月：樺太民政署改組為樺太廳，並於4月設置支廳，最初名為「支廳」，轄區包括整個樺太地區的西側。
- 1908年4月：改名為真岡支廳。[1]
- 1908年12月：將北部區域分割設置名好支廳。
- 1913年6月：轄下泊居出張所、久春內出張所管轄範圍改隸屬名好支廳，並將名好支廳更名為久春內支廳管轄。
- 1915年6月：實施郡町村制，轄下設置本斗郡、真岡郡、野田寒郡。
- 1922年10月：樺太進行支廳重編，將本斗郡升格為新設置的本斗支廳。
- 1942年11月：樺太進行支廳重編，將本斗支廳和泊居支廳併入真岡支廳，並將野田寒郡併入真岡郡、久春內郡併入到泊居郡。
- 1949年6月1日：樺太廳及轄下行政區劃廢除。

### 沿革
| 時間       | 行政劃分 | 行政劃分   | 行政劃分 | 行政劃分 | 行政劃分 | 行政劃分 | 行政劃分 | 行政劃分 | 行政劃分 | 行政劃分   | 行政劃分   |
| 1907年4月  | 大泊支廳 | 大泊支廳   | 豐原支廳 | 豐原支廳 | 豐原支廳 | 豐原支廳 | 豐原支廳 | 真岡支廳 | 真岡支廳 | 真岡支廳   | 真岡支廳   |
| 1908年4月  | 大泊支廳 | 大泊支廳   | 豐原支廳 | 豐原支廳 | 豐原支廳 | 敷香支廳 | 敷香支廳 | 真岡支廳 | 真岡支廳 | 真岡支廳   | 名好支廳   |
| 1913年6月  | 大泊支廳 | 大泊支廳   | 豐原支廳 | 豐原支廳 | 豐原支廳 | 敷香支廳 | 敷香支廳 | 真岡支廳 | 真岡支廳 | 久春內支廳 | 久春內支廳 |
| 1913年10月 | 大泊支廳 | 大泊支廳   | 豐原支廳 | 豐原支廳 | 豐原支廳 | 敷香支廳 | 敷香支廳 | 真岡支廳 | 真岡支廳 | 泊居支廳   | 泊居支廳   |
| 1922年10月 | 大泊支廳 | 留多加支廳 | 豐原支廳 | 豐原支廳 | 元泊支廳 | 元泊支廳 | 敷香支廳 | 本斗支廳 | 真岡支廳 | 泊居支廳   | 鵜城支廳   |
| 1924年12月 | 大泊支廳 | 大泊支廳   | 豐原支廳 | 豐原支廳 | 元泊支廳 | 元泊支廳 | 敷香支廳 | 本斗支廳 | 真岡支廳 | 泊居支廳   | 泊居支廳   |
| 1937年7月  | 大泊支廳 | 大泊支廳   | 豐榮支廳 | 豐原市   | 元泊支廳 | 元泊支廳 | 敷香支廳 | 本斗支廳 | 真岡支廳 | 泊居支廳   | 泊居支廳   |
| 1940年1月  | 大泊支廳 | 大泊支廳   | 豐榮支廳 | 豐原市   | 元泊支廳 | 元泊支廳 | 敷香支廳 | 本斗支廳 | 真岡支廳 | 泊居支廳   | 惠須取支廳 |
| 1942年11月 | 豐原支廳 | 豐原支廳   | 豐原支廳 | 豐原支廳 | 敷香支廳 | 敷香支廳 | 敷香支廳 | 真岡支廳 | 真岡支廳 | 真岡支廳   | 惠須取支廳 |
| 1949年6月  | 廢除     | 廢除       | 廢除     | 廢除     | 廢除     | 廢除     | 廢除     | 廢除     | 廢除     | 廢除       | 廢除       |

## 最終行政區域
- 本斗郡：本斗町 - 內幌町 - 好仁村 - 海馬村[2]
- 真岡郡：真岡町 - 廣地村 - 蘭泊村 - 清水村 - 野田町 - 小能登呂村
- 泊居郡：泊居町 - 名寄村 - 久春內村